# معركة دياكوفو
معركة غورياني ((بالكرواتية: Bitka kod Gorjana)‏، (بالألمانية: Schlacht bei Gorjani)‏) أو معركة دياكوفو  (بالمجرية: Diakovári csata)‏ كانت معركة في 9 أكتوبر 1537 في غورياني (مكان في سلافونيا شرق كرواتيا حاليا) بين بلدتي دياكوفو وفالبوفو، كجزء من الحرب الصغرى في المجر وكذلك حرب المائة عام الكرواتية العثمانية.

## الخلفية
بعد سبع سنوات من الحرب وفشل حصار فيينا في 1529، تم توقيع معاهدة إسطنبول حيث تم الاعتراف بيانوش زابوليا من قبل النمساويين كملك للمجر تابعى للدولة العثمانية، واعترف العثمانيون بحكم هابسبورغ على رويال هنغاريا.
هذه المعاهدة لم تُرضي يانوش زابوليا ولا الأرشيدوق النمساوي فرديناند، التي بدأت جيوشهما في المناوشات على طول الحدود. قرر فرديناند توجيه ضربة قاصمة عام 1537 على زابوليا، منتهكًا بذلك المعاهدة.

## المعركة
أرسل فرديناند جيشا من 24000 رجل
(من النمسا، هنغاريا، الإمبراطورية الرومانية المقدسة، بوهيميا، تيرول و كرواتيا) تحت قيادة يوهان كاتزينر ليحتل أوسييك.
الحصار لم يتم إعداده بشكل جيد ولم يحقق شيء، لأن جيش الحلفاء دمره المرض والجوع قبل أن يتمكن حتى من محاصرة المدينة.

اضطر الجيش إلى الانسحاب وعلق في مستنقعات غورياني بالقرب من دياكوفو وفالبوفو على نهر درافا وقد ضاع كامل سلاحهم الثقيل. هرب كاتزينر مع الفرسان وتخلى عن جيشه.
ظل الكونت لودفيغ لودرون ليقاتل جيش الإغاثة العثماني الذي كان يطاردهم (بقيادة قادة الحدود)، ولكن أباد العثمانيين كل القوة.

ذكرت المصادر قتل 20,000 من الرجال بما في ذلك الجنرالات لودفيغ لودرون و بافل باكيتش. وتم نقل رأس باكيتش المقطوع إلى القسطنطينية.

## بعد
كانت هذه الحملة كارثة مماثلة لحجمها من معركة موهاج وبالتالي تلقب موهاج النمساوية. وجاء خبر الهزيمة بمثابة صدمة في فيينا تم التوقيع على معاهدة جديدة وهي معاهدة ناجيفراد في 1538.
ألقي القبض على كاتزينر وتولى نيكولا جوريشيتش مكانه كقائد الدفاع الكرواتي. بعض الوقت، وفي وقت لاحق هرب كاتزينر من سجن فيينا واختبأ في عقارات Zrinski، حتى خسر محبة Zrinski فبالتالي تم إعدامه.